# Paradella garsonorum
Paradella garsonorum là một loài chân đều trong họ Sphaeromatidae. Loài này được Wetzer & Bruce miêu tả khoa học năm 2007.